# Commercium
El ius commercium, o commercium para abreviar, era el derecho a poder adquirir y disponer de bienes bajo la estricta ley romana.

## Ius commercium
El commercium o ius commercium es un término legal relacionado con el antiguo derecho romano. A menudo iba acompañado del ius connubii (ley del matrimonio, con derecho a contraer matrimonio legal). El ius commercium y el ius connubium eran derechos vinculados a la ciudadanía romana y, más tarde también, al ius Latii.
El término se refiere a la regla general de que la ley de una comunidad es solo para los miembros de esa comunidad y que el extranjero no tiene derechos. El commercium era el principal de los derechos privados, que las ciudades latinas tenían originalmente no solo con Roma sino entre sí. Si un extranjero no tenía un tratado que dijese lo contrario con la ciudad en la que entraba,  podía ser detenido y esclavizado, y entonces, sus bienes podían ser tomados como bona vacantia (bienes vacantes, es decir, bienes encontrados sin ningún propietario aparente). 
Eventualmente, un extranjero podía confiar en el ius gentium (el derecho de las naciones) en lugar de en un tratado. Sin embargo, el vínculo del commercium significaba más que eso. Significaba que los latinos eran admitidos en el engranaje de los métodos romanos de adquirir propiedades y contraer obligaciones. En palabras de Ulpiano: "Commercium est emendi vendendique invicem ius" (el comercio es el derecho de comprar y vender entre sí) pero no transmite del todo la definición real del derecho de commercium, por lo que debe considerarse que solo da un descripción aproximada del término.
Su centro de gravedad estaba en el derecho de sucesiones y testamentos de los ciudadanos romanos. El que no poseyera el commercium no podía heredar de un ciudadano romano ni legarle nada por voluntad propia. Tampoco podía poseer tierras. De esta forma, por regla general, los romanos se aseguraban de que los civitates de las provincias subyugadas no tuvieran commercium entre ellos. En la provincia de Sicilia, por ejemplo, solo los ciudadanos de Centuripae tenían derecho a tener la propiedad de la tierra en toda la isla.
Más tarde, este derecho se concedió a los peregrini (no romanos), así como a todos los civitates.